# Hérinnes
Hérinnes is een dorp in de Belgische provincie Henegouwen, en een deelgemeente van de Waalse gemeente Pecq.
Hérinnes was een zelfstandige gemeente, tot die bij de gemeentelijke herindeling van 1977 toegevoegd werd aan de gemeente Pecq.

## Demografische ontwikkeling
- Bronnen:NIS, Opm:1831 tot en met 1970=volkstellingen

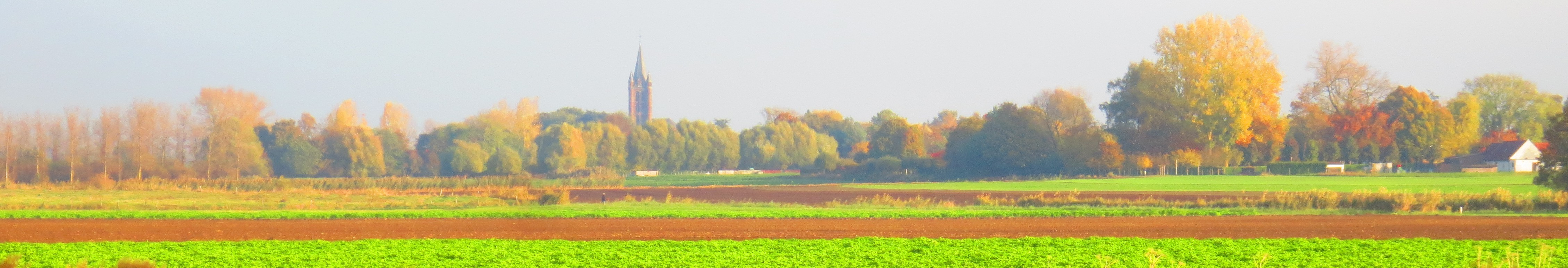
Herinnes-lez-Pecq

## Bezienswaardigheden
- De Sint-Aldegondakerk (Église Sainte-Aldegonde) is gewijd aan de heilige Aldegonda van Maubeuge, een neoromaans bakstenen kerkgebouw van 1865.

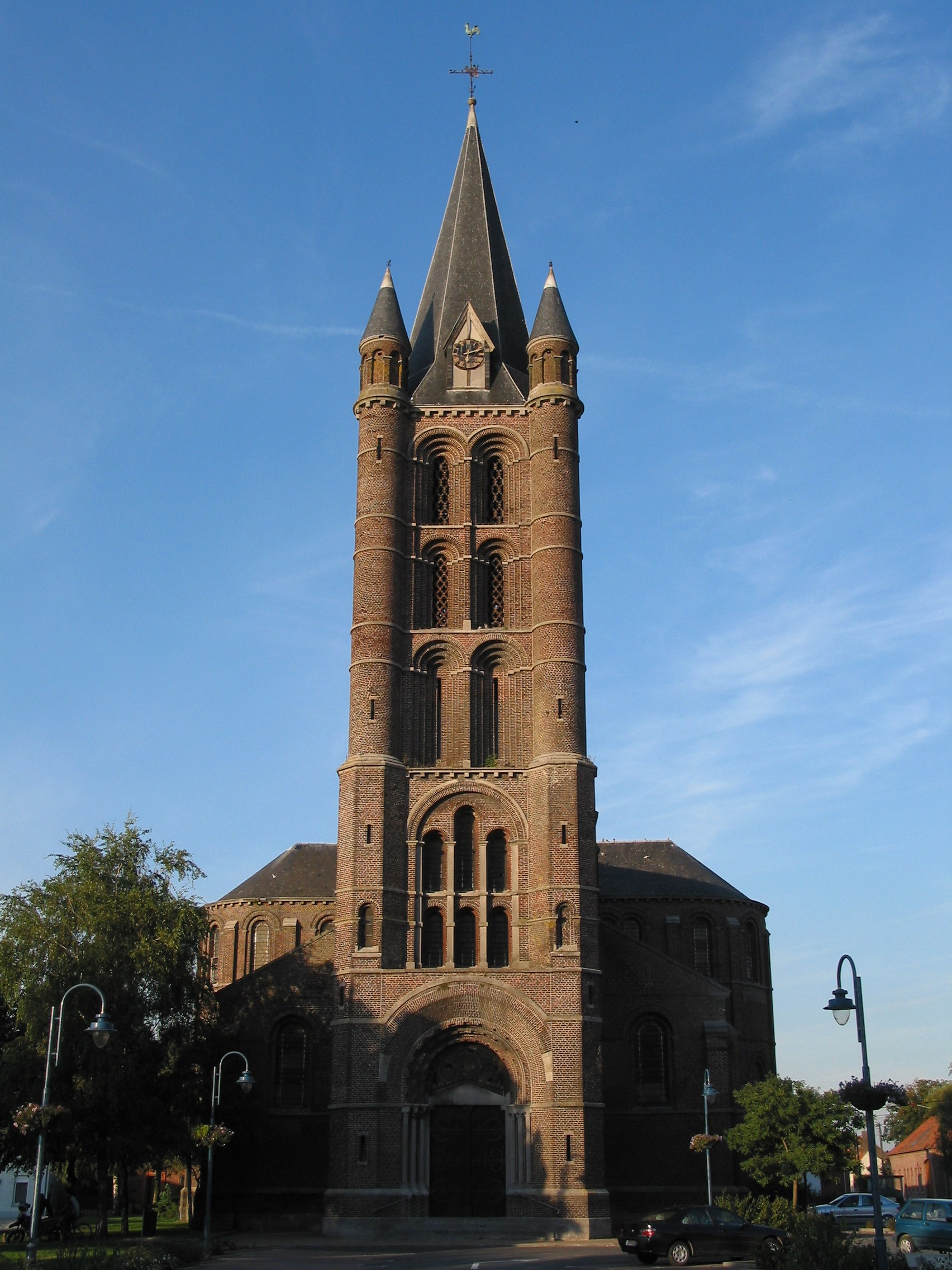
Sint-Aldegondekerk

- Op de gemeentelijke begraafplaats bevinden zich twee perken met gesneuvelden uit de Eerste Wereldoorlog. Deze graven staan bij de Commonwealth War Graves Commission geregistreerd onder Herinnes Communal Cemetery.
- Het Château d'En Haut opgericht in 1798 en na 1866 uitgebreid en verbouwd.

## Natuur en landschap
Hérinnes ligt aan de Schelde en aan de daamee parallel lopende Grand Courant d'Hérinnes. De hoogte bedraagt 16-45 meter.

## Nabijgelegen kernen
Obigies, Pecq, Molenbaix, Pottes